# Roman Postl
Roman Postl (ur. 1969, zm. 8 września 2008 w Chomutovie) – czeski seryjny morderca i narkoman, zwany Strzelcem z Chomutova. Postl brutalnie zamordował 5 mężczyzn.
W 1998 roku Postl został skazany na 13 lat więzienia za zabójstwo siedemnastolatka. W 2008 roku został zwolniony z więzienia za dobre sprawowanie. W dniach 1–3 września 2008 roku Postl zamordował czterech mężczyzn w okolicach miasta Uście nad Łabą. Jedną z ofiar był policjant usiłujący go zatrzymać. Postl, postrzelony przez policjanta, zmarł 8 września w szpitalu w Chomutovie.

## Ofiary Postla
| Lp. | Ofiara         | Wiek | Data            |
| --- | -------------- | ---- | --------------- |
| 1.  | Jan Štencl     | 17   | Kwiecień 1998   |
| 2.  | Karel Diviš    | 46   | 1 września 2008 |
| 3.  | Jiří Šťovíček  | 20   | 2 września 2008 |
| 4.  | Dao Van Tinh   | 20   | 3 września 2008 |
| 5.  | Roman Jedlička | 28   | 3 września 2008 |